# Eloísa de Castro
Eloísa de Castro (Madrid, 11 de febrero de 1997) es una filósofa y cantante de heavy metal española.

## Trayectoria
Nació en Madrid en 1997. Empezó a estudiar música a los 9 años y se especializó en canto clásico (ópera) con 19 años. Tras completar sus estudios en Humanidades en el IES Complutense de Alcalá de Henares y participar en diversos cursos en la Universidad de Alcalá (UAH), continuó su formación en filosofía a través de la Universidad Nacional de Educación a Distancia (UNED) en Burgos.
En 2021, publicó un ensayo titulado Antiética del narcisista donde analiza las repercusiones del mito de Narciso y  examina el impacto social del egocentrismo, presentando sus argumentos en un formato que recuerda a una tragedia griega epistolar. En la primera parte del libro, se ilustra la conducta destructiva de Narciso hacia la ninfa Eco. En su segunda parte, De Castro se adentra en un ensayo filosófico que cuestiona la ética del narcisismo y explora las dificultades de establecer una ética universal en una sociedad cada vez más individualista.
En 2023, debutó con su álbum Gineceo, un proyecto de metal sinfónico en el que se unen la música y la filosofía y que De Castro denomina “filometal”. Este álbum rinde homenaje a figuras femeninas clave de la filosofía antigua, incluyendo a la poetisa Safo de Lesbos, a la sacerdotisa de Delfos Temistoclea, a la matemática y filósofa Téano de Crotona, descubridora de las propiedades del número áureo, a la filósofa Diotima, maestra de Sócrates e inspiradora de filósofos como Platón, y a la filósofa y maestra neoplatónica Hipatia de Alejandría.  En este proyecto, ha contado con la colaboración de Carlos Escobedo de Sôber, Víctor de Andrés y Manuel Seoane de Mägo de Oz, Diva Satánica de Nervosa, o el músico Jorge Salán, entre otros.

## Reconocimientos
De Castro fue incluida en 2022 y 2023 en el Top 5 del Rockferéndum elaborado por la revista La Heavy de Mariskal Romero, junto a cantantes consagradas como Aurora Beltrán de Tahúres Zurdos, o Patricia Tapia, entre otras.

## Obra

### Ensayo
- 2021 – Antiética del narcisista. Grupo Editorial Círculo Rojo. ISBN 978-8413855455.

### Música
- 2023 – Gineceo. Animal Records